# Hans Joachim Mette
Hans Joachim Mette (* 29. April 1906 in Lübeck; † 13. April 1986 in München) war ein deutscher klassischer Philologe, der als Dozent und Professor in Hamburg wirkte (1950–1974).

## Leben
Nach dem Abitur am Lübecker Katharineum begann Mette 1924 ein Studium der Klassischen Philologie an der Universität Kiel. Zu seinen dortigen Lehrern zählten Felix Jacoby, Eduard Fraenkel, Christian Jensen und Julius Stenzel. 1926 bewarb er sich mit einer lateinischen Arbeit über den Schluss der Sieben gegen Theben um die Aufnahme am Berliner Philologischen Seminar, wo er einer der letzten Schüler Ulrich von Wilamowitz-Moellendorffs wurde. Zu seiner Promotion bei Werner Jaeger (1930) mit der Dissertation De Cratetis Mallotae memoria Varroniana schrieb Wilamowitz das Korreferat. Nach der Promotion erhielt Mette ein Stipendium der Notgemeinschaft der Deutschen Wissenschaft  und arbeitete drei Jahre lang am Nietzsche-Archiv in Weimar. Er war mit der Herausgabe der philologischen Arbeiten Nietzsches betraut und übernahm später auch die Edition der frühen Schriften. Mit der verantwortlichen Elisabeth Förster-Nietzsche geriet Mette wegen ihrer fragwürdigen Editionsprinzipien in Konflikt. Später edierte Mette gemeinsam mit Karl Schlechta weitere Schriften Nietzsches.
Mette trat seit Sommer 1931 als Anhänger der NSDAP auf, der er zum 1. Mai 1933 beitrat (Mitgliedsnummer 2.197.652).
1933 wurde Mette wissenschaftlicher Assistent seines ehemaligen Lehrers Christian Jensen in Bonn. Seine Habilitation erreichte er 1935 mit einer Arbeit über die Kosmologie des Krates von Mallos. 1937 wurde Mette zum Wehrdienst und anschließend zu Militärübungen eingezogen, seine Assistentenstelle wurde währenddessen neu besetzt. Nach Ausbruch des Zweiten Weltkriegs war Mette als Infanterist in Frankreich, Sizilien und Nordafrika stationiert. Hier geriet er als Oberleutnant 1943 in amerikanische Kriegsgefangenschaft. In seiner dreijährigen Gefangenschaft baute er eine Lagerhochschule auf und nahm Latinums- und Graecumsprüfungen ab. Im Mai 1946 konnte Mette nach Bonn zurückkehren, wo er jedoch seine Wohnung und Bibliothek zerstört vorfand. Er unterrichtete nun an der Volkshochschule Latein und Griechisch und studierte bis 1949 Jura.
Im Rahmen des Unternehmens zum Thesaurus Linguae Graecae berief Bruno Snell Mette 1950 nach Hamburg als Redaktor des Lexikons des frühgriechischen Epos. 1952 konnte sich Mette in Hamburg umhabilitieren, 1954 wurde er zum außerordentlichen Professor ernannt und heiratete die Indologin Adelheid Bartolomäus. Einen Ruf auf den Lehrstuhl der Universität Rostock im selben Jahr lehnte er ab. Bei der Einrichtung eines neuen Lehrstuhls für Klassische Philologie an der Universität Hamburg im Jahr 1964 wurde Mette zum ordentlichen Professor ernannt. 1974 wurde er emeritiert und zog nach München zu seiner Frau. Hier starb er 1986 im Alter von 79 Jahren.

## Werk
Hans Joachim Mettes beinahe 200 Schriften befassen sich schwerpunktmäßig mit Homer, dem antiken Drama, der hellenistischen Wissenschaftsgeschichte und Philosophie, der antiken Literaturkritik, der römischen Lyrik, dem Römischen Recht und Cicero, greifen jedoch auf zahlreiche weitere Felder aus. So lieferte er durch seine jahrzehntelange Sammlung der Fragmente des Aischylos mit seiner Edition Die Fragmente der Tragödien des Aischylos (1959) eine wichtige Vorarbeit zur Neuausgabe von Stefan Radt.